# Zorocrates pictus
Espèce
Zorocrates pictus est une espèce d'araignées aranéomorphes de la famille des Zoropsidae.

## Distribution
Cette espèce est endémique de Basse-Californie du Sud au Mexique,.

## Description
Le mâle décrit par Platnick et Ubick en 2007 mesure 8 mm et la femelle 10 mm.

## Publication originale
- Simon, 1895 : Sur les arachnides recueillis en Basse-Californie par M. Diguet. Bulletin du Muséum d'Histoire Naturelle, vol. 1895, p. 105-107 (texte intégral).